# Caragana aliensis
Caragana aliensis là một loài thực vật có hoa trong họ Đậu. Loài này được Y.Z. Zhao mô tả khoa học đầu tiên năm 2008.